# تسوروگی، ایشیکاوا
تسوروگی (به لاتین: Tsurugi) یک منطقهٔ مسکونی در ژاپن است.